# Bicellaria alpina
Bicellaria alpina är en tvåvingeart som beskrevs av Mario Bezzi 1918. Bicellaria alpina ingår i släktet Bicellaria och familjen puckeldansflugor. Inga underarter finns listade i Catalogue of Life.